# Eutropio (console 399)
Eutropio (latino: Eutropius; ... – 399) è stato un funzionario romano, tra i protagonisti della vita politica dell'Impero romano d'Oriente alla fine del IV secolo.

## Biografia
Eutropio era un eunuco che divenne praepositus sacri cubiculi dell'imperatore Arcadio, a cui era stata affidata la parte orientale dell'Impero Romano a seguito della divisione fatta da Teodosio I.
L'ascesa di Eutropio innescò il contrasto con il potente prefetto del pretorio Flavio Rufino, che esercitava una grande influenza sul giovane imperatore, ma l'abilità di Eutropio gli permise di esercitare un'ascendenza grandissima su Arcadio. Secondo il poeta Claudiano, quando Eutropio divenne il favorito dell'imperatore, era già avanti con l'età e fisicamente deforme. Quest'ultima informazione è però da considerarsi con cautela, perché Claudiano era uomo di Stilicone, comandante in capo delle truppe dell'esercito d'Occidente e "tutore" di Onorio, che ambiva a divenire "tutore" anche di Arcadio e trovò in Eutropio un ostacolo alle sue mire.
Eutropio riuscì a far fallire il progetto di matrimonio, organizzato da Rufino, tra Arcadio e la figlia del prefetto, presentando all'imperatore la bella Eudossia, figlia del generale Bautone, che divenne quindi imperatrice nell'aprile 395, poco dopo l'ascesa al trono di Arcadio. Rufino morì nel novembre dello stesso anno, ucciso dal generale d'Oriente di origini barbare Gainas, ed Eutropio lo sostituì come favorito di Arcadio, ottenendone anche le ricchezze. Nel 396 mise a tacere suoi possibili oppositori esiliando i generali Abundanzio e Timasio, che avevano servito sotto Teodosio, organizzando un complotto e ottenendo le ricchezze confiscate al primo; fece dichiarare nemico pubblico l'unico oppositore rimastogli, il generale d'Occidente Stilicone. In quello stesso anno convinse Gildone ad allearsi con l'Impero d'Oriente, sottraendo quindi la provincia d'Africa all'Impero romano d'Occidente. Nel 397 assunse personalmente il comando delle truppe per affrontare le invasioni degli Unni, che sconfisse spingendoli indietro attraverso l'Armenia. Nel 398, anno in cui fece eleggere Giovanni Crisostomo patriarca di Costantinopoli, fu nominato patricius e si fece nominare console per l'anno successivo.
Eutropio fu console nell'anno 399, consolato che è rimasto un unicum in tutta la storia della Tarda Antichità e dell'Impero Bizantino. Il suo consolato non venne però riconosciuto in Occidente ma solo nella parte orientale. All'inizio del 399, infatti, si ribellarono gli Ostrogoti di Tribigildo, foederati dell'impero di stanza in Frigia, il cui comandante aveva dei conti in sospeso con Eutropio. Arcadio decise di contrastare la minaccia conferendo pieni poteri sull'Oriente a Eutropio e inviando il proprio comandante in capo, Gainas, contro gli Ostrogoti. Gainas, però, affermò di poter debellare l'attacco degli Ostrogoti solo a patto che Eutropio venisse messo a morte, come richiesto dai foederati ribelli. Arcadio era contrario a mandare a morte il proprio favorito, ma fu allora l'imperatrice Eudossia, piangendo e mostrando i due figli, che riuscì ad ottenere il consenso del marito. Eudossia, è bene ricordare, doveva la sua ascesa a imperatrice proprio ad Eutropio, ma non poteva sopportare essere stata messa in secondo piano dal potere del favorito. Convinto dalla consorte, Arcadio diede quindi l'ordine di uccidere Eutropio. Questi, terrorizzato, cercò rifugio nella basilica di Hagia Sophia (ironicamente nel 398 aveva fatto passare una legge che aboliva il diritto d'asilo delle chiese), dove venne difeso da Giovanni Crisostomo, ma gli emissari di Arcadio lo convinsero che avrebbe avuta salva la vita. Infatti, una volta uscito dalla chiesa, venne privato del suo rango e inviato a Cipro in esilio. Poco dopo, però, venne fatto richiamare e, condannato per una accusa inventata, venne giustiziato. Le sue statue vennero distrutte, i suoi beni confiscati.
La caduta di Eutropio venne ricordata da Crisostomo nella sua omelia A Eutropio. Lo stesso titolo ebbe una invettiva di Claudio Claudiano, che accusava l'eunuco di vendita delle cariche, attribuendogli anche tutte le depravazioni tradizionalmente associate agli eunuchi.